# J·R·里德
J·R·里德（英語：J. R. Reid，1968年3月31日—），生于維珍尼亞州維珍尼亞海灘，美国前男子篮球运动员。他曾代表美国获得1988年夏季奥运会篮球比赛男子铜牌。他于2011年开始担任助理教练。